# 6013 Andanike
6013 Andanike eller 1991 OZ är en asteroid i huvudbältet som upptäcktes den 18 juli 1991 av den amerikanske astronomen Henry E. Holt vid Palomarobservatoriet. Den är uppkallad efter upptäckarens barnbarn, Andrew, David, Nicholas och Kevin.